# Монгольське ханство
Монгольське ханство — середньовічне державне утворення монгольських племен, що постало після розпаду Зубу у 1120-х роках. Увесь час існування боролася з ханствами татар, найманів, меркітів і караїтів. Розпалося внаслідок поразок від татар і внутрішньої боротьби за владу. Відома також як Хамаг-Монгол-улус (Загальномонгольська держава), у монголів — Мунгу («Срібна»).

## Історія
Напочатку X ст. два племенних союзи дарлекін-монголів і нірун-монголів визнали зверхність чорних татар, а згодом увійшли до Татарської держави, відомої як Зубу. Тривала перебування в складі єдиного державного об'єднання сприяло процесу поєднання усіх монголів. У 1080 році вождів одного  зплемен нірун-монголів  Хайду з роду Борджигін зумів дипломатією та військовим хистом об'єднати племенні союз нірун і дарлекін, прийнявши титул хан. Лише номінально він підпорядковувався кагану Зубу, що відбулося у відмові виступити проти держави Ляо у 1092 році. Після смерті Хайду у 1100 році (можливо, його повалили татари як покарання за змову з Ляо) його утворення розпалося на 3 частини.
У 1122 році ніруни і даркеліни підтримали Ляо у війни проти чжурчженів. Водночас плем'я джалаїрів (також
було складовою Зубу), під тиском останніх відступило на землі монголів. Це спричинило війну між ними, що в свою чергу стало одним з чинників розпаду Зубу. У 1130 році Хабул оголошує себе ханом усіх монголів й відмовляється підпорядковуватися чорним татарам. Цей факт є початком утворення Монгольського ханства.
Негайно починається протистояння з найбільш потужними племенними союзами колишньої Зубу — меркітами, караїтами і татарами. При цьому у 1135—1147 роках триває війна проти імперії Цзінь, в якій монголам загалом сприяв успіх. Зрештою було укладено мир, за яким Монгольське ханство отримало 17 укріплень на північ від річки Хуаншуй, що стала кордоном. Також Цзінський уряд зобов'язався відправляли монголам 50 тис. доу (0,5 млн л) зернових і 300 тис. рулонів тонкого і 300 тис. рулонів грубого шовку. Натомість монголи повинні були щорічно відправляти Цзінь 50 тис. голів худоби.
Наприкінці 1140-х років внаслідок підбурення імперії Цзінь почалася війна монголів і татар. У 1156 році Амбагай зазнав поразки й загинув. Після цього швидко настав занепад, а 1161 року ханство розпалося, незважаючи на тимчасовий успіх Хутули.
Єсугей-Баатур, вождь племені кіят, протягом життя намагався відновити єдність ханства, але марно. Його смерть 1171 року призвела до ще більшого розпаду монгольських племен і кланів. З 1187 року тривала боротьба за пануванні над монголами між Джамухою і Темуджином, в якій у 1205 році останній здобув перемоги, започаткувавши Монгольську імперію.

## Устрій
На чолі стояв хаган (хан), що мав повну військову і судову владу. Втім обмежений політично курултаєм, де вирішувалися усі головні питання зовнішньої і внутрішньої політики, а також обирався новий хан. Основними були племена кіят, джалаїр, джірухен, тайчжиуд.

### Хани
- Хабул-хан (1130—1148)
- Амбагай-хан (1148—1156)
- Хутула-хан (1156—1161)

## Господарство
Основу становило скотарство. Розводили коней, овець, верблюдів, велику рогату худобу. Ремісництво забезпечувало нагальні потреби — виготовлення одягу, юрт і взуття. Значення мало мисливство. Важливим фактором була мінова торгівля шкірами й худобою. Також збирали данину й учиняли грабіжницькі напади.